# Ploaia
Ploaia este al doilea LP al solistului Mircea Baniciu. Albumul a apărut în anul 1984 la casa de discuri Electrecord.

## Piese
1. Fuga de timp
2. De soare
3. Scrisoare de bun rămas
4. Cu tine
5. Ploaia
6. Marea
7. Magazinul de vise
8. Alb
9. Acum niște ani
10. De mult (exclusiv pe versiunea de casetă audio a albumului)
11. Nu e prea târziu (exclusiv pe versiunea de casetă audio a albumului)

Toate melodiile sunt compuse de Mircea Baniciu. Versuri: Dan Dumitriu (1, 7), Mircea Baniciu (2, 8, 9, 10, 11), George Țărnea (3, 6), Alexandru Andrieș (4, 5).

## Personal
- Mircea Baniciu – voce, chitară acustică
- Formația Post Scriptum – acompaniament:
  - Mircea Marcovici – chitară bas
  - Dan Bădulescu – chitară solo
  - Mihai Farcaș – percuție

Și-au dat concursul: Doru Apreotesei – claviaturi; Maria-Ioana Mîntulescu și Alexandru Andrieș – voci.
Maestru de sunet: Theodor Negrescu. Grafică: Alexandru Andrieș. Fotografie: Radu Vintilescu. Redactor muzical: Ștefan Cărăpănceanu.